# Ciclovía emergente

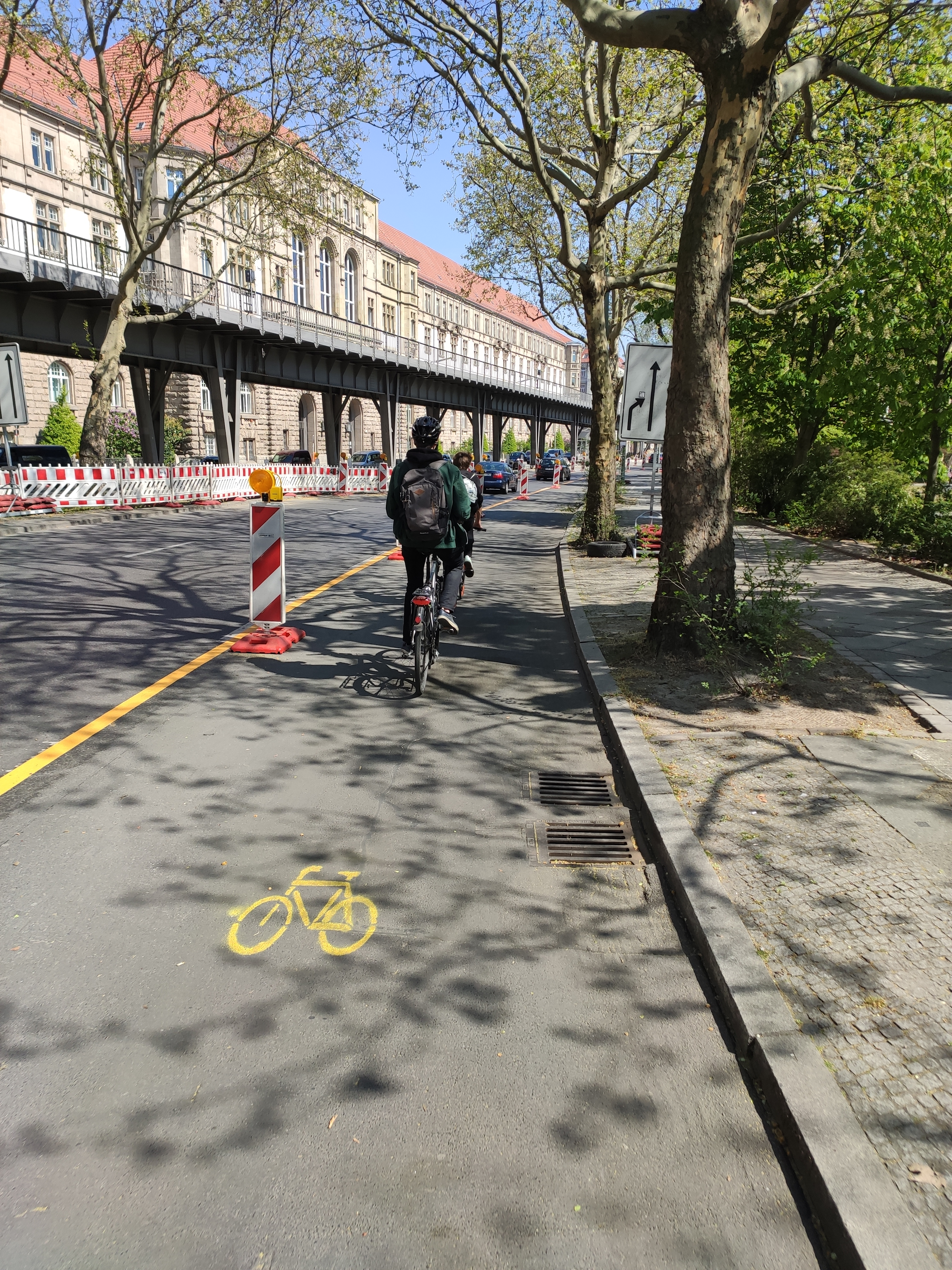
Ciclovía emergente en Berlín

Una ciclovía emergente (también conocida como carril de bicicleta emergente o ciclovías temporales) son ciclovías configuradas a corto plazo para proporcionar más espacio y seguridad a ciclistas en situaciones de peligro o en caso de cambios repentinos en las condiciones del tráfico.
Estas rutas se organizaron en varias ciudades durante la pandemia de COVID-19 y generalmente están pensadas como infraestructura de ciclismo temporal. Las ciclovías organizadas durante la pandemia están destinadas a ayudar a los ciclistas a mantener la distancia espacial para minimizar el riesgo de infección con el virus CoV-2 del SARS. Otras razones para los carriles para bicicletas emergentes durante la pandemia son para aliviar el transporte público, cuyo uso está asociado con un mayor riesgo de infección, y para promover la actividad física y así fortalecer el sistema inmunológico.
Las ciclovías, que generalmente están marcadas con líneas amarillas y balizas en el sitio de construcción, generalmente se establecieron rediseñando el carril de la derecha o un carril de estacionamiento anterior como carril para bicicletas.

## Historia
En el marco de lo que algunos llaman urbanismo táctico han surgido múltiples iniciativas de ciclovías emergentes. Este tipo de estrategias han crecido en el contexto de la pandemia de COVID-19 e impulsadas por múltiples colectivos.  
En América Latina fue pionera la implementación de ciclovías emergentes en Bogotá (Colombia). En una primera fase, el lunes 16 de marzo de 2020, se implementó un corredor de 22 km como opción alterna al transporte público. El corredor se habilitó de las 6 a las 9 de la mañana y de las 5 a las 9 de la noche. Claudia López Hernández, alcaldesa de esta ciudad, anunció la medida en un noticiero nacional y el Secretrario de Movilidad, Nicolás Francisco Estupiñán Alvarado, difundió la información a través de sus redes sociales. En la jornada de la mañana se reportó la circulación de 1,500 ciclistas por hora. El 23 de abril de 2020 la capital de Ecuador, Quito, se unió a la iniciativa con 62.7 km en una ruta conocida para las 30 mil personas que hacían uso recreativo de este espacio los domingos.
La primera ruta de ciclo emergente en Berlín se creó el 25 de marzo de 2020 en Hallesches Ufer con un costo aproximado de 9500 euros por kilómetro de ciclovía emergente. Las ciclovías emergentes en Berlín se presentaron por un período limitado hasta el 31 de mayo de 2020, con la perspectiva de poder ser permanente en conformidad con la Ley de Movilidad de Berlín. 
En México, en marzo de 2020, la Alcaldía de la bicicleta de la Ciudad de México presentó una propuesta y el 24 de mayo de ese mismo año la Secretaría de Movillidad anunció un carril emergente de 54 kilómetros para crear una alternativa de movilidad y ayudar a disminuir la aglomeración de tránsito masivo en las líneas 1 y 2 del Metrobús. Su permanencia se evaluará según su uso. Días después, se anunció que también Guadalajara (Jalisco, México) implementaría 13 km de cilovía emergente. Otras ciudades mexicanas que crearon carriles para bicicletas emergentes son Zapopan en Jalisco, San Pedro Garza García en Nuevo León, Puebla (Puebla) y Hermosillo en Sonora.